# Charles W. Bartlett
Charles W. Bartlett (1 de junho de 1860 — 16 de abril de 1940) foi um pintor e gravurista inglês que viveu e fez carreira no Havaí. Estudou em instituições como a Academia Real Inglesa e a Academia Julian, tendo como professores os artistas Jules Joseph Lefebvre e Gustave Boulanger. Na Europa, foi apresentado à arte japonesa. Em 1915, viajou ao Japão, onde conheceu Shōzaburō Watanabe, um dos principais nomes do shin-hanga. Ao longo da carreira, sobretudo em sua vida no Havaí, produziu, colecionou e incentivou a arte ukiyo-e.